# Saint-Martin-sur-Oust
Saint-Martin-sur-Oust (en bretón Sant-Varzhin-an-Oud) es una población y comuna francesa, situada en la región de Bretaña, departamento de Morbihan, en el distrito de Vannes y cantón de La Gacilly.

## Demografía
| 1312 | 1255 | 1262 | 1344 | 1323 | 1281 |
| Para los censos de 1962 a 1999 la población legal corresponde a la población sin duplicidades (Fuente: INSEE [Consultar]) |      |      |      |      |      |